# 母里藩
母里藩（もりはん）は、松平家時代初期から置かれた松江藩の支藩。江戸時代中期までは神戸藩（かんべはん）と呼ばれた。能義郡母里（現・安来市伯太町西母里）の母里陣屋に藩庁が置かれた。

## 藩史
寛文6年（1666年）4月29日、松江藩主・松平直政の三男・隆政が1万石を分与され立藩した。この隆政のときは蔵米支給の内分分知で、2代・松平直丘時代の貞享元年（1684年）に所領が確定した。
隆政には子がなく、延宝3年（1673年）に死去した。死に際に弟・松平直丘を末期養子に願い出たが認められず、一時廃藩となったが、1か月後に隆政の遺領1万石が直丘に与えられ、相続が認められた。
3代・松平直員は暗愚で、藩政を混乱に陥れている。4代・松平直道は嗣子がなかったため、家臣の平山弾右衛門が自身の子を藩主の落胤と称して藩の乗っ取りを企てた。しかし本家松江藩の知るところとなり、弾右衛門は死罪となり、直道の弟・直行が5代藩主となった。この頃になると藩財政は窮乏し、石見銀山から拝借銀を重ねて自転車操業を繰り返していた。また山間の地である母里藩では農業がうまくいかず、主だった産業や特産物もなかったため、財政再建の策もなかった。
藩主は参勤交代を行わない定府の大名だった。江戸藩邸は今のブラジル大使館付近（港区北青山二丁目）にあり、対外的な執務は家老（200石から400石）の小沼氏らが、また国許は国家老市川氏、狩野氏らが政務を執り行っていた。
明治2年（1869年）、版籍奉還により母里藩となった後、明治4年（1871年）の廃藩置県により母里県となり、同年松江県、広瀬県、浜田県の一部（隠岐地方）と合併して島根県となった。最後の藩主で知藩事も務めた松平直哉は、明治17年（1884年）に子爵となっている。

## 石高など
- 石高：1万石
- 実高：9500-1万0500石程度（推計）　17世紀後半には1万5000石という推計もある
- 集落：20か村（正保国絵図、郡村誌などより）
- 人口；5000-1万0000人程度（1700年初頃=正徳年間、郡村誌、奥野家文書郷土母里、などより推計）
- 藩主：越前松平家分家（極冠は従五位、帝鑑間詰）
- 菩提寺
  - 一乗寺 島根県能義郡伯太町井尻1927 浄土宗
  - 天徳寺　港区虎ノ門
- 家紋：丸三九葉三葉葵巴（裏紋は六つ葵・三鐶三九葉三葉葵巴）

## 歴代藩主
母里松平家
1万石 （1666年 - 1673年、1673年 - 1871年）
1. 隆政
2. 直丘
3. 直員
4. 直道
5. 直行
6. 直暠
7. 直方
8. 直興
9. 直温
10. 直哉